# كادوغودي
كادوغودي (بالإنجليزية: Kadugodi) هي حي يقع في شرق بنغالور، في ولاية كارناتاكا، الهند. يُعتبر واحدًا من أقدم المناطق السكنية في المدينة ويشتهر بمزيجه من التاريخ والثقافة والنمو الحضري الحديث.

## التاريخ
تعود جذور كادوغودي إلى أكثر من 1000 عام، حيث كان في الأصل قرية صغيرة تتميز بمعابدها التاريخية، لا سيما معبد كادو مايور، الذي يُعد أحد أقدم معابد المنطقة. مع توسع بنغالور ونموها كمدينة تقنية، شهد كادوغودي تطورًا سريعًا وتحول إلى مركز سكني وتجاري مهم.

## الجغرافيا والخدمات
يقع كادوغودي بالقرب من منطقة وايتفيلد الشهيرة بمراكز التكنولوجيا ومجمعات الأعمال، ما جعله وجهة مفضلة للموظفين العاملين في قطاع تكنولوجيا المعلومات.
تتوفر في الحي:
- محطات قطار (بما في ذلك محطة كادوغودي للسكك الحديدية).
- خطوط مترو حديثة.
- أسواق ومراكز تجارية.
- مدارس ومستشفيات متعددة.

## المعالم السياحية والبارزة
- معبد كادو مايور: معبد هندوسي تاريخي مخصص للإله شيفا.
- الأسواق التقليدية: أسواق محلية تقدم المنتجات الطازجة والحرف اليدوية.
- الحدائق والمساحات الخضراء الصغيرة المنتشرة بين الأحياء.
- القرب من وايتفيلد، أحد أكبر مراكز التكنولوجيا في الهند.

## التطوير العقاري
شهدت كادوغودي طفرة عقارية خلال العقدين الأخيرين، حيث ارتفعت قيمة الأراضي وتم بناء العديد من المجمعات السكنية الحديثة لتلبية الطلب المتزايد من المهنيين العاملين في شركات التكنولوجيا. يعمل المطورون العقاريون على مشاريع جديدة تشمل الأبراج السكنية الفاخرة والمراكز التجارية.

## المواصلات
ترتبط كادوغودي بشكل جيد بباقي مناطق بنغالور عبر الطرق السريعة ووسائل النقل العام، بما في ذلك المترو وخطوط الحافلات. كما يجري العمل على تحسين البنية التحتية بسبب الازدحام المروري الناتج عن التوسع السريع.